# Oscar Cardozo Ocampo
Oscar Cardozo Ocampo (* 27. Dezember 1942 in Buenos Aires; † 21. Juli 2001 in Resistencia) war ein argentinischer Arrangeur, Pianist und Komponist.
Der Sohn des paraguayischen Komponisten Mauricio Cardozo Ocampo hatte Klavierunterricht bei María de Satcht und Kompositionsunterricht bei Pedro Sáenz. Er arbeitete als Arrangeur und musikalischer Leiter für Musiker wie Mercedes Sosa, Teresa Parodi, León Gieco, María Elena Walsh, Eduardo Falú, Peteco Carabajal und Camerata Bariloche. Neben mehr als 35 Filmmusiken komponierte er auch Schauspielmusiken und war musikalischer Leiter von Fernsehproduktionen wie Badía y Compañía, La bonita página und De carne somos.
1979 erhielt Cardozo Ocampo den Gran Premio Arreglista, 1986 wurde er mit dem Gran Premio SADAIC (Sociedad Argentina de Autores y Compositores de Música) ausgezeichnet. Die Fondacion Konex zeichnete ihn 1995 mit einem Ehrendiplom und dem Premio Konex in Platin aus. Im Juli 2001 kam er bei einem Autounfall ums Leben.

## Weblink
- Familie Cardozo Ocampo

| Personendaten    | Personendaten                                   |
| ---------------- | ----------------------------------------------- |
| NAME             | Cardozo Ocampo, Oscar                           |
| KURZBESCHREIBUNG | argentinischer Arrangeur, Pianist und Komponist |
| GEBURTSDATUM     | 27. Dezember 1942                               |
| GEBURTSORT       | Buenos Aires                                    |
| STERBEDATUM      | 21. Juli 2001                                   |
| STERBEORT        | Resistencia                                     |